# Still Reigning

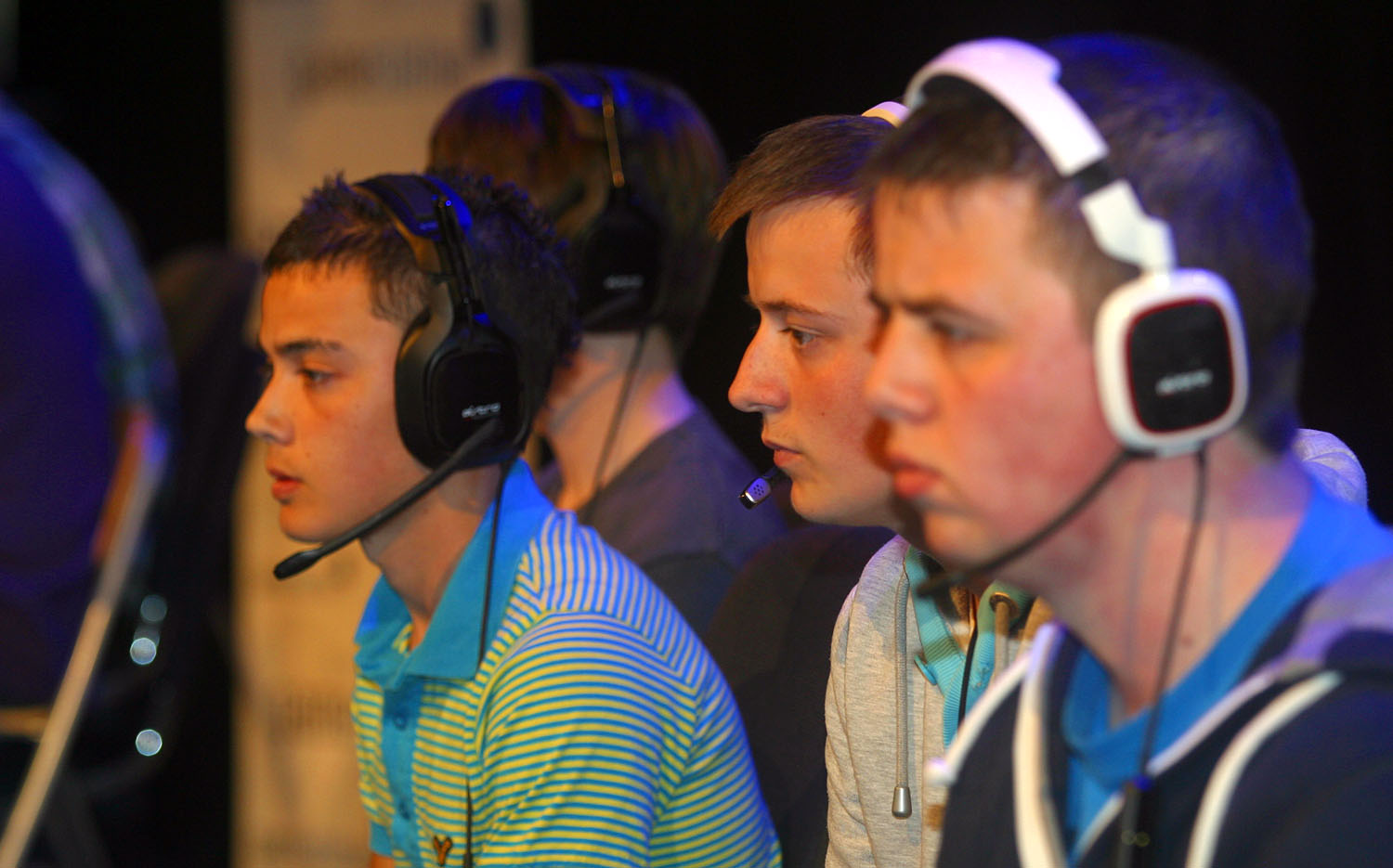
Still Reigning

Still Reigning est un DVD d'une prestation  sur scène du groupe de thrash metal Slayer produit en 2004 par American Recordings. La prestation a été enregistrée au Augusta Civic Center le 11 juillet 2004 et montre Slayer en train de jouer l'album Reign in Blood datant de 1986 dans son intégralité avec les quatre membres originels de Slayer jouant un set ressemblant à leur tour de 1986 intitulé Reign in Pain. Still Reigning a été désigné « meilleur DVD live » par un vote des lecteurs du magazine Revolver et a reçu la certification de disque d'or en 2005.
La finale est caractérisée par le groupe sur scène couvert de sang tout en interprétant la pièce Raining Blood, ce qui a conduit à de nombreuses difficultés techniques. Le producteur du DVD, Kevin Shirley, a passé des heures à replacer les coups de cymbale et de caisse un par un. Il a publiquement diffusé les désaccords d'ordre financier qu'il avait avec le groupe et a critiqué la qualité de l'enregistrement, ce qui lui a valu d'être soumis allègrement aux insultes et aux menaces de personnes associées au groupe.